# Tactago
Tactago es un centro poblado del Perú ubicado en el distrito de Cumba, de la provincia de Utcubamba (Departamento de Amazonas).

## Acceso
Tactago se encuentra a 32 km de la Carretera Marginal de la Selva “Fernando Belaunde Terry”, partiendo de Corral Quemado por la carretera que conduce al distrito de Lonya Grande.
De Tactago parten trochas carrozables al caserío de Otuccho, al Centro Poblado de Hualango . Los caseríos que lo conforman están todavía integrados por trochas carrozables y caminos de herradura.